# Autoritatea Națională pentru Protecția Drepturilor Copilului
Autoritatea Națională pentru Protecția Drepturilor Copilului (ANPDC) a fost un organ de specialitate al administrației publice centrale din România, cu personalitate juridică, în subordinea Ministerului Muncii, Familiei și Protecției Sociale.
ANPDC avea rolul de a asigura respectarea și promovarea drepturilor copilului pe teritoriul României.
ANPDC a fost înființată în anul 2001, prin Ordonanță de urgență a Guvernului, sub numele de Autoritatea Națională pentru Protecția Copilului și Adopție (ANPCA).
De la data de 1 ianuarie 2005, instituția a fost redenumită în Autoritatea Națională pentru Protecția Drepturilor Copilului.
Atribuțiile în domeniul adopției au fost preluate la acel moment de Oficiul Român pentru Adopții.
La data de 26 noiembrie 2009, ANPDC a fost desființată, atribuțiile instituției fiind preluate de Autoritatea Națională pentru Protecția Familiei și a Drepturilor Copilului (ANPFDC).

## Organizațiile implicate în protecția copiilor
- DGASPC - Direcția Generală de Asistență Socială și Protecția Copilului
- ANPFDC - Autoritatea Națională pentru Protecția Familiei și a Drepturilor Copilului
- SCC - Structurile comunitare consultative
- SPAS - Serviciile publice de asistență socială
- Autoritatea tutelară